# Немасев, Сергей Егорович
Сергей Егорович Немасев (25 сентября 1928, Хорновар-Шигали, Татарская АССР, РСФСР, СССР — 2006, Братск, Россия) — передовик производства, советский строитель, машинист портального крана, Герой Социалистического Труда.

## Биография
Родился в 1928 году в селе Хорново-Шигали (ныне Дрожжановский район Татарстана).
С 1952 года работал мотористом в Ульяновской школе лётной подготовки. С 1953 года бригадир комсомольско-молодёжного портального крана управления «Куйбышевгидрострой» на строительстве Куйбышевской ГЭС. Под управлением Немасева экипаж крана подал в блоки сооружений ГЭС 204 тыс. тонн различных строительно-монтажных грузов.
В 1956—1957 годах активно участвовал в работе по увеличению грузоподъёмности крана в период маневрирования затвора по пропуску высоких паводков.
В дальнейшем работал на строительстве гидроэлектростанций на Евфрате, на Ангаре.
Умер в 2006 году в Братске, похоронен в Иркутске.

## Память
В Дрожжановском районе Татарстана С. Е. Немасеву открыта мемориальная доска.

## Награды
- Герой Социалистического Труда (1958).
- Орден Ленина (1958).
- Орден Трудового Красного Знамени.
- Медали.